# Tillandsia kegeliana
Tillandsia kegeliana là một loài thuộc chi Tillandsia. Đây là loài bản địa của Brasil và Venezuela.